# SKZ-Replay
SKZ-Replay — третий сборник южнокорейского бой-бэнда Stray Kids на корейском и английском языках, выпущенный лейблами JYP Entertainment и Republic Records 21 декабря 2022 года. Состоящий из 25 композиций, альбом разделён на две стороны: сторона A содержит десять песен, восемь исполненных сольно и две — всей группой, а сторона B включает пятнадцать оригинальных песен из их видеопроектов SKZ-Player и SKZ-Record.

## Предыстория
Stray Kids представили видеопроектов SKZ-Player и SKZ-Record для демонстрации свох самописных песен и кавер-версий, а также другие непубликуемые проекты, размещенные на различных онлайн-видеоплатформах. SKZ-Player выходил в формате музыкальных видеороликов, тогда как SKZ-Record выпускался в виде аудиовидеороликов. Первым видео из серии SKZ-Player стала хореография участников Ли Ноу, Хёнджина и Феликса, загруженная 26 августа 2018 года. Первым видео из SKZ-Record стал кавер Сынмина на саундтрек «Start Over», первоначально исполненную певцом Кахо для телесериала «Итэвон Класс», опубликованный 4 мая 2020 года. Песня «Fam» изначально была записана на японском языке и вошла в дебютный японский мини-альбом Stray Kids под названием All In, выпущенный 4 ноября 2020 года. Музыкальный видеоклип на неизданный сингл «#LoveStay» был загружен 31 декабря 2021 года в качестве благодарности фанатам группы, собирательно называемым «Stay».

## Выпуск и продвижение
1 января 2022 года лейбл JYP Entertainment загрузил видео под названием «Step Out 2022», в котором были освещены достижения бой-бэнда Stray Kids в 2021 году и цели на новый год, включая планы по выпуску альбома, объединяющего песни из серий SKZ-Player и SKZ-Record. На шоу «Seoul Special (Unveil 11)» в рамках тура «Maniac World Tour», которое состоялось 17 сентября, группа представила корейскую версию сингла «Fam» во время анкора. 9 ноября 2022 года Stray Kids раскрыли сувениры для набора в официального фэндома третьего поколения, включая промо компакт-дисков сборника SKZ-Replay. Участники отметили, что сборник будет выпущен в цифровом формате в декабре 2022 года и будет состоять из сторон A и B; Альбом будет содержать только песни из стороны A. Спустя месяц, 14 декабря, SKZ-Replay был официально анонсирован к выходу 21 декабря. Список композиций был раскрыт в течение последующих двух дней. В него вошло 25 песен, включая восемь новых произведений, исполненных сольно каждым участником, помимо ранее опубликованных синглов. В тот же день, когда альбом был выпущен, был также загружен сопроводительный музыкальный видеоклип на корейскую версию «Fam».

## Список композиций
| №                   | Название                                          | Текст песни          | Музыка                         | Аранжировка         | Длительность |
| ------------------- | ------------------------------------------------- | -------------------- | ------------------------------ | ------------------- | ------------ |
| 1.                  | «Fam» (корейская версия)                          | Пан Чхан Чханбин Хан | Пан Чхан Чханбин Хан Версачхой | Пан Чхан Версачхой  | 3:32         |
| 2.                  | «Connected» (соло Пан Чхана)                      | Пан Чхан             | Пан Чхан Версачхой             | Пан Чхан Версачхой  | 2:51         |
| 3.                  | «Limbo» (кор. 나지막이; соло Ли Ноу)              | Ли Ноу               | Lee Know ХотСоус               | ХотСоус             | 3:17         |
| 4.                  | «Doodle» (соло Чханбина)                          | Чханбин              | Чханбин Миллионбой             | Миллионбой Пан Чхан | 3:04         |
| 5.                  | «Love Untold» (соло Хёнджина)                     | Хёнджин              | Хёнджин Пан Чхан               | Bang Chan Никко Ён  | 3:30         |
| 6.                  | «Run» (соло Хана)                                 | Хан                  | Хан Пан Чхан                   | Пан Чхан            | 2:58         |
| 7.                  | «Deep End» (соло Феликса)                         | Феликс               | Сим Ынджи Феликс               | Сим Ынджи           | 3:28         |
| 8.                  | «Stars and Raindrops» (кор. 내려요; соло Сынмина) | Сынмин Хон Джисан    | Сынмин Хон Джисан              | Хон Джисан          | 3:49         |
| 9.                  | «Hug Me» (кор. 안아줄게요; соло Ай Эна)           | Ай Эн                | Ай Эн Пан Чхан Никко Ён        | Пан Чхан Никко Ён   | 3:00         |
| 10.                 | «#LoveStay»                                       | Хёнджин Феликс Ай Эн | Хёнджин Ким Семи               | Ким Семи Пан Чхан   | 3:17         |
| Общая длительность: | Общая длительность:                               | Общая длительность:  | Общая длительность:            | Общая длительность: | 32:46        |

| №                   | Название                                                                                 | Текст песни            | Музыка                   | Аранжировка              | Длительность |
| ------------------- | ---------------------------------------------------------------------------------------- | ---------------------- | ------------------------ | ------------------------ | ------------ |
| 1.                  | «Zone» (песня Пан Чхана, Чханбина и Хана)                                                | Пан Чхан Чханбин Хан   | Пан Чхан Чханбин Хан     | Пан Чхан                 | 3:32         |
| 2.                  | «Close» (соло Хана)                                                                      | Хан                    | Хан Пан Чхан             | Пан Чхан                 | 3:46         |
| 3.                  | «Streetlight» (соло Чханбина с участием Пан Чхана)                                       | Чханбин                | Чханбин Пан Чхан         | Пан Чхан                 | 3:09         |
| 4.                  | «I Hate to Admit» (кор. 인정하기 싫어; соло Пан Чхана)                                   | Пан Чхан               | Пан Чхан                 | Пан Чхан                 | 2:50         |
| 5.                  | «I Got It» (соло Хана)                                                                   | Хан                    | Хан Пан Чхан             | Пан Чхан                 | 2:50         |
| 6.                  | «Miss You» (кор. 꼬마별; соло Хёнджина)                                                  | Хёнджин                | Хёнджин Баш              | Баш                      | 3:08         |
| 7.                  | «Maknae on Top» (кор. 막내온탑; соло Ай Эна с участием Пан Чхана и Чханбина)             | Ай Эн Пан Чхан Чханбин | Ай Эн Пан Чхан           | Пан Чхан                 | 2:33         |
| 8.                  | «Alien» (кор. 외계인; соло Хана)                                                         | Хан                    | Хан Пан Чхан             | Пан Чхан                 | 3:19         |
| 9.                  | «Because» (кор. 좋으니까; песня Чханбина и Феликса)                                      | Чханбин Феликс         | Чханбин Пан Чхан         | Пан Чхан                 | 3:18         |
| 10.                 | «Piece of a Puzzle» (кор. 조각; песня Чханбина и Сынмина)                                | Чханбин Сынмин         | Чханбин Сынмин Пан Чхан  | Пан Чхан                 | 2:53         |
| 11.                 | «Wish You Back» (соло Хана)                                                              | Хан                    | Хан Пан Чхан             | Пан Чхан}                | 3:18         |
| 12.                 | «Happy» (соло Хана)                                                                      | Хан                    | Han Пан Чхан             | Пан Чхан                 | 3:29         |
| 13.                 | «Up All Night» (кор. 오늘 밤 나는 불을 켜; песня Пан Чхана, Чханбина, Феликса и Сынмина) | Пан Чхан Чханбин       | Пан Чхан Ник Ли Джош Уэй | Ник Ли Джош Уэй Пан Чхан | 3:21         |
| 14.                 | «Drive» (песня Пан Чхана и Ли Ноу)                                                       | Пан Чхан Ли Ноу        | Пан Чхан Таалтечхой      | Таалтечхой               | 2:44         |
| 15.                 | «Ice.Cream» (соло Хёнджина)                                                              | Хёнджин                | Хёнджин Пан Чхан         | Пан Чхан                 | 2:50         |
| Общая длительность: | Общая длительность:                                                                      | Общая длительность:    | Общая длительность:      | Общая длительность:      | 47:00        |

## Чарты
| Чарт (2022—2023)                         | Высшая позиция |
| ---------------------------------------- | -------------- |
| Великобритания (UK Digital Albums Chart) | 28             |
| США (Billboard World Albums)             | 11             |
| Япония (Billboard Japan Hot Albums)      | 18             |
| Япония (Oricon Combined Albums)          | 23             |

| Чарт (2023)                              | Высшая позиция |
| ---------------------------------------- | -------------- |
| Япония (Billboard Japan Download Albums) | 75             |